# Hubert Cieslik
Hubert Cieslik SJ (* 2. Juli 1914 in Weißwasser, Österreichisch Schlesien; † 22. September 1998 in Tokio) war ein deutscher, in Japan wirkender römisch-katholischer Ordensgeistlicher, Jesuit und Hochschullehrer. Er war ein Überlebender des Atombombenabwurfs auf Hiroshima.

## Leben
Hubert Cieslik, dessen Vater im Ersten Weltkrieg fiel, erhielt einen Platz im seit 1924 von Jesuiten geleiteten Franz-Ludwig-Konvikt in Breslau und besuchte das nahegelegene Matthias-Gymnasium. Ab 1926 war er Mitglied im Bund Neudeutschland. Exerzitien, die der Missionsprokurator Pater Bruno Bitter SJ 1929 abhielt, weckten in ihm das Interesse an der Japan-Mission, und er beschloss, in den Jesuitenorden einzutreten.
Am 22. April 1933 wurde er in das Noviziat in Mittelsteine (seit 1945 Ścinawka Średnia) aufgenommen. Schon 1934 wurde er nach Tokio entsandt, wo er sein zweites Noviziatsjahr an der Sophia-Universität verbrachte. Er blieb an der Universität, um Japanische Sprache und Philosophie zu studieren. Dabei prägte ihn besonders Pater Johannes Laures (1891–1959). Dessen Forschungsschwerpunkt war der Aufbau einer Bibliothek und Bibliographie zur frühen christlichen Überlieferung in Japan (Kirishitan bunko). Ciesliks erste wissenschaftliche Publikation in Japan war die Übersetzung zweier Quellenschriften des 17. Jahrhunderts. Die Erforschung der Entwicklung und des Schicksals des frühen Christentums in Japan wurde sein Forschungsschwerpunkt.

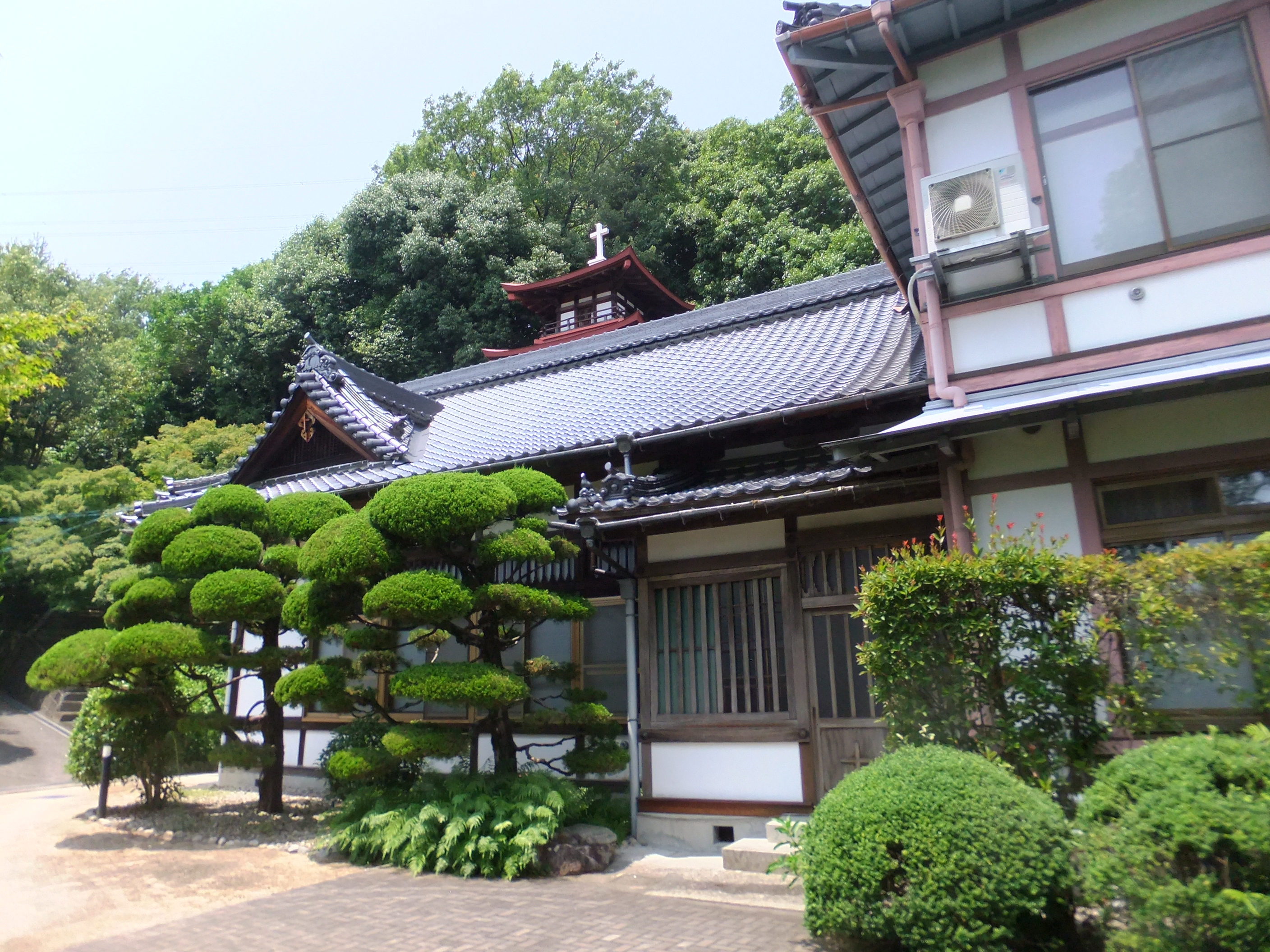
Noviziat in Nagatsuka bei Hiroshima

Seit 1938 lebte er in Hiroshima. Er assistierte dem Ordensoberen der Mission, Pater Hugo Lassalle, in der Pfarrei und unterrichtete Latein und Griechisch im Noviziat, das in Nagatsuka etwas außerhalb der Stadt lag. Nach Abschluss seiner theologischen Studien wurde er am 31. Oktober 1943, gemeinsam mit Hubert Schiffer, von Bischof Johannes Roß SJ in Tokio zum Priester geweiht. Wegen der zunehmenden verheerenden Luftangriffe auf Tokio zog fast die gesamte Jesuitenkommunität in Tokio in das als sicher geltende Hiroshima bzw. in das Noviziat Nagatsuka.
Cieslik begann eine Seelsorgetätigkeit in der Pfarrei im Stadtteil Noborichô. Am 6. August 1945 befand er sich mit dem Ordensoberen Lasalle und zwei weiteren Patres, Wilhelm Kleinsorge (1907–1977) und Hubert Schiffer (1915–1982), im Pfarrhaus neben der katholischen Pfarrkirche Maria Himmelfahrt, an deren Stelle sich heute die Weltfriedenskirche (Hiroshima) erhebt. Damit waren sie acht Blocks, etwa 1,2 km vom Bodennullpunkt entfernt. Dadurch, dass Cieslik sich beim Lichtblitz der Explosion in einen Gang des Hauses warf, blieb er äußerlich unverletzt, als die Druckwelle das Haus traf. Das Pfarrhaus, das von dem deutschen Jesuiten-Bruder und Architekten Ignaz Gropper (1889–1968) erst 1936/37 besonders stabil und erdbebensicher gebaut worden war, hielt der Druckwelle weitgehend stand, wurde aber beim folgenden Feuersturm vernichtet. Zusammen mit Pater Kleinsorge konnte Cieslik die verwundeten Patres Schiffer und Lasalle in den Asano-Park (eigentlich Shukkei-Garten) in Sicherheit bringen. Am Abend wurden sie dort von einem Bergungstrupp der Jesuiten, die am Stadtrand im Noviziatshaus überlebt hatten, darunter Helmut Erlinghagen, Klaus Luhmer und Johannes Siemes, gefunden und nach Nagatsuka gebracht, wo die Verletzten von Pedro Arrupe medizinisch erstversorgt wurden. Anfang September wurde er, inzwischen unter den Nachwirkungen der Strahlung leidend, zur ärztlichen Behandlung nach Tokio gebracht. Als einer von insgesamt 16 Jesuiten, die sich beim Abwurf der Bombe im Raum Hiroshima aufhielten, überlebte Cieslik die Explosion um 53 Jahre.
Ab Dezember 1945 war er wieder in Hiroshima und machte hier sein Tertiat in den Baracken, die auf dem Gelände der zerstörten Missionsresidenz errichtet werden konnten. 1950 zog er wieder nach Tokio. An der Sophia-Universität wurde er Rektor des Miki-Hauses, eines Wohnheims für Jesuiten in der Philosophie-Phase ihres Studiums. Zugleich wurde er Beauftragter für das Gebetsapostolat in Japan. 1968 veröffentlichte er seine Erinnerungen an den Atombombenabwurf in japanischer Sprache als Hakai no hi (Tag der Zerstörung).
Von 1966 bis 1972 war er Ordensoberer der St.-Ignatius-Residenz der an der Sophia-Universität lehrenden Jesuiten und des Provinzials der japanischen Ordensprovinz. Seit dem Tod von Pater Laures leitete er die Gesellschaft zur Erforschung der christlichen Kultur in Japan (Kirishitan Bunka Kenkyukai) und war Herausgeber ihres Jahrbuchs. Er veröffentlichte zahlreiche Aufsätze in Monumenta Nipponica. Ab 1969 lehrte er an der Herz-Jesu-Universität für Frauen (聖心女子大学, Seishin Joshi Daigaku) im Tokioter Stadtteil Shibuya.

## Werke
- Kirishito-ki und Sayo-yoroku Japan: Dokumente zur Missionsgeschichte des 17. Jahrhunderts. Ins Deutsche übertragen von Gustav Voss und Hubert Cieslik. Mit einem Vorwort von Naojiro Murakami, Tokyo: Sophia University – Leipzig: Harrassowitz 1940 (Monumenta Nipponica Monographs)
- Publikationen über das Christentum in Japan: Veröffentlichungen in europäischen Sprachen. Hrsg. von Margret Dietrich und Arcadio Schwade, Frankfurt am Main; Berlin; Bern; Bruxelles; New York; Oxford; Wien: Lang 2004, ISBN 978-3-631-38886-0
- Gotō Juan: ein Beitrag zur Missions-Geschichte Nord-Japans. Schöneck/Beckenried (Schweiz) 1954 (Schriftenreihe der Neuen Zeitschrift für Missionswissenschaft 12)
- „Das Blut der Märtyrer ist Samen der Christen“. Bergisch Gladbach: Heider 1988
- (posthum) Margret Dietrich und Arcadio Schwade (Hrsg.): Publikationen über das Christentum in Japan: Veröffentlichungen in europäischen Sprachen. Frankfurt am Main; Berlin; Bern; Bruxelles; New York; Oxford; Wien: Lang 2004, ISBN 978-3-631-38886-0